# Provinz Madhesh
Die Provinz Madhesh (Maithili, Bhojpuri und Nepali मधेश प्रदेश) ist eine der sieben Provinzen in Nepal, die die Rolle der föderalen Glieder im Bundesstaat Nepal einnehmen. Die Provinz wurde durch die Verfassung vom 20. September 2015 geschaffen, die Nepal in einen Bundesstaat umwandelte. Verwaltungssitz ist die Stadt Janakpur.
Die Provinz trug ursprünglich die Nummer 2, da die Verfassung vorsieht, dass die neu zu wählenden Provinzparlamente den Namen und den Hauptsitz der Provinz festlegen sollen. Im Januar 2022 entschied das Provinzparlament, dass die Provinz den Namen Madhesh tragen soll und Janakpur deren Hauptstadt ist. Namensgeber ist die Bezeichnung „Madheshi“ für die Bewohner des südlichen Tieflandes von Nepal, in der die Provinz liegt.

## Bevölkerung
Im Jahr 2011 hatte Madhesh bei der Volkszählung eine Bevölkerung von 5.404.145 in 932.087 Haushalten. Die am häufigesten gesprochene Sprache ist Maithili (45 %) gefolgt von Bhojpuri (19 %), Bajjika (15 %), Nepali (7 %), Urdu (6 %), Tharu (4 %), Tamang (2 %), Magar (1 %), Magahi (1 %) und Sonstige (2 %). Hindus machen 85 % der Bevölkerung aus, gefolgt von Muslimen mit 12 % und Buddhisten mit 3 %. Die Alphabetisierungsrate lag bei 49 % der Bevölkerung.

## Geographie
Madhesh ist die zweitbevölkerungsreichste Provinz Nepals und flächenmäßig die kleinste Provinz. Die Provinz liegt auf den flachen Ebenen des Terai. Sie grenzt im Osten an die Provinz Koshi, im Norden an die Provinz Bagmati und im Süden an Indien. Sie hat eine Fläche von 9661 km², etwa 6,5 % der Gesamtfläche des Landes. Der Fluss Kosi und das Koshi-Tappu-Wildreservat fungieren als Provinzgrenze zwischen  Madhesh und Koshi im Osten. Die Demarkationslinie zwischen dem Chitwan-Nationalpark und dem Parsa-Nationalpark (früher Wildtierreservat) dient als Provinzgrenze zwischen Madhesh und Bagmati im Westen. Die wichtigste Verbindungsstrecke für die Provinz ist der Mahendra Highway (East West Highway), der in Längsrichtung durch die Provinz verläuft.

## Verwaltungsgliederung
Die Provinz unterteilt sich in die folgenden Distrikte:
- Bara
- Dhanusha
- Mahottari
- Parsa
- Rautahat
- Saptari
- Sarlahi
- Siraha